# Чэнь Чжили
Чэнь Чжили́ (кит. упр. 陈至立, пиньинь Chén Zhìlì, род. 21 ноября 1942) — китайская женщина-политик, министр образования (1998—2003), член Госсовета КНР (2003—2008), глава Всекитайской федерации женщин и зампред ПК ВСНП (2008—2013).
Член КПК с янв. 1961 года, член ЦК КПК 15, 16, 17 созывов (кандидат 13-14 созывов).

## Биография
Окончила факультет физики Фуданьского университета, где училась в 1959—1964 годах. Затем в 1964-68 годах получала последипломное образование в Шанхайском институте силикатов при АН Китая. В 1968—1970 годах на трудовой службе в НОАК. Затем возвратилась в институт силикатов, где в 1970-80 годах интерн и исследователь. В 1980-82 гг. приглашённый стипендиат в Пенсильванском университете (США). В 1982-84 годах вновь в институте силикатов — исследователь и замглавы парткома. В 1984-91 годах завотделом пропаганды Шанхайского горкома КПК. В 1991-97 годах замглавы Шанхайского горкома КПК. В 1997—1998 годах зампред Госкомитета образования КНР. В 1998—2003 гг. министр образования КНР. В 2003—2008 годах член Госсовета КНР, курирующий образование, культуру и спорт. С её подачи образуемые министерством образования КНР с 2004 года за рубежом китайские культурные центры получили название Институтов Конфуция. В 2008—2013 годах глава Всекитайской федерации женщин и зампред ПК ВСНП 11-го созыва.

## Награды
- Олимпийский орден.
- Благодарность Президента Российской Федерации (8 ноября 2006 года, Россия) — за большой вклад в укрепление и развитие дружбы и сотрудничества между Российской Федерацией и Китайской Народной Республикой[4].
- Почётный профессор МГУ (2007 год) — за длительную и плодотворную работу по расширению и развитию научных и культурных связей между Россией и Китаем[5].